# Thanksgiving à Slav Creek
Thanksgiving à Slav Creek (titre original : Thanksgiving on Slav Creek) est une nouvelle américaine de l'écrivain Jack London publiée aux États-Unis en 1900. En France, elle a paru pour la première fois en 1975.

## Historique
La nouvelle est publiée dans le magazine Harper's Bazaar en novembre 1900, et n'a pas été reprise dans un recueil.

## Éditions

### Éditions en anglais
- Thanksgiving on Slav Creek, dans le magazine Harper's Bazaar, novembre 1900.

### Traductions en français
- Thanksgiving à Slav Creek, traduction de Jacques Parsons, in Souvenirs et aventures du pays de l’or, recueil, U.G.E., 1975.